# Feinstaubplakette

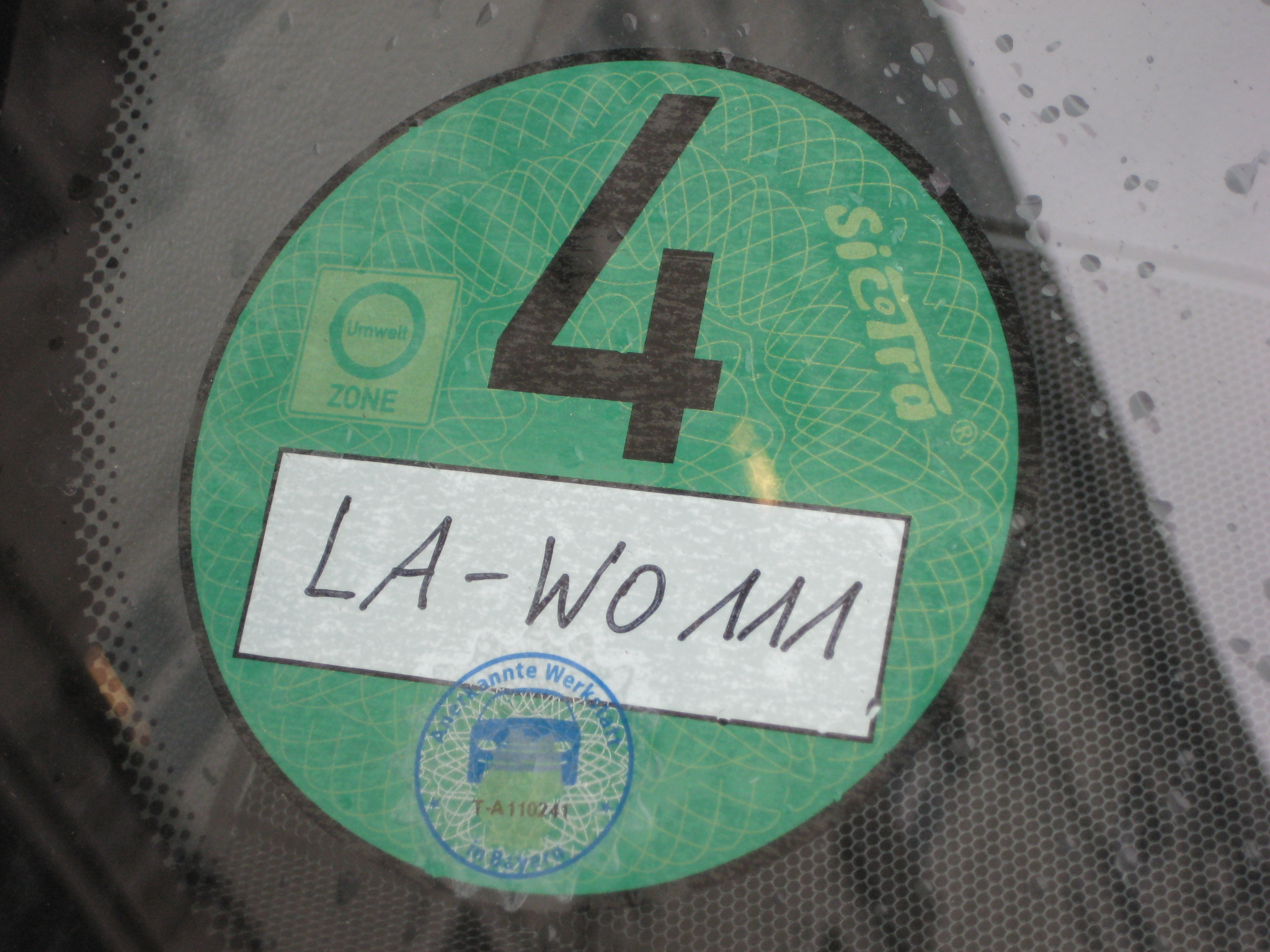
Grön Feinstaubplakette (miljödekal)

Städer i Tyskland med miljözoner (karta 2013)

Feinstaubplakette / Miljödekaler är ett klistermärke som anger vilken miljöklass, enligt tysk miljölagstiftning, ett fordon har. Märket är obligatoriskt (även för icke-tyskregistrerade fordon) vid körning i städer med miljözoner och skall sitta nertill på höger sida av vindrutan på fordonet.

rött för utsläppskategori 2
gult för utsläppskategori 3
grönt för utsläppskategori 4